# 箸本龍雅
箸本 龍雅（はしもと りゅうが、1998年11月23日 - ）は、ジャパンラグビーリーグワン東京サントリーサンゴリアスに所属するラグビー選手。

## プロフィール
- 福岡県宗像市出身[1]。
- ポジションはロック(LO)、ナンバーエイト(No8)、フランカー(FL)。
- 身長 188 cm、体重 107 kg
- ジュニア・ジャパンに選ばれたことがある[2]。
- U20日本代表に選ばれたことがある[3]。

## 略歴
小学1年生からラグビーを始めた。
2017年、東福岡高校卒業後、明治大学に入学。なお東福岡高校時代、主将を務めて、高校日本代表に選ばれたことがある。
2020年1月、サンウルブズの練習生として追加召集された。また同年3月には明治大学ラグビー部の主将に就任。
2021年、明治大学卒業後、サントリーサンゴリアス(現・東京サントリーサンゴリアス)に加入。
2022年4月9日に行われたJAPAN RUGBY LEAGUE ONE第12節レッドハリケーンズ大阪戦にて途中出場で公式戦初出場を果たした。